# 아롤도

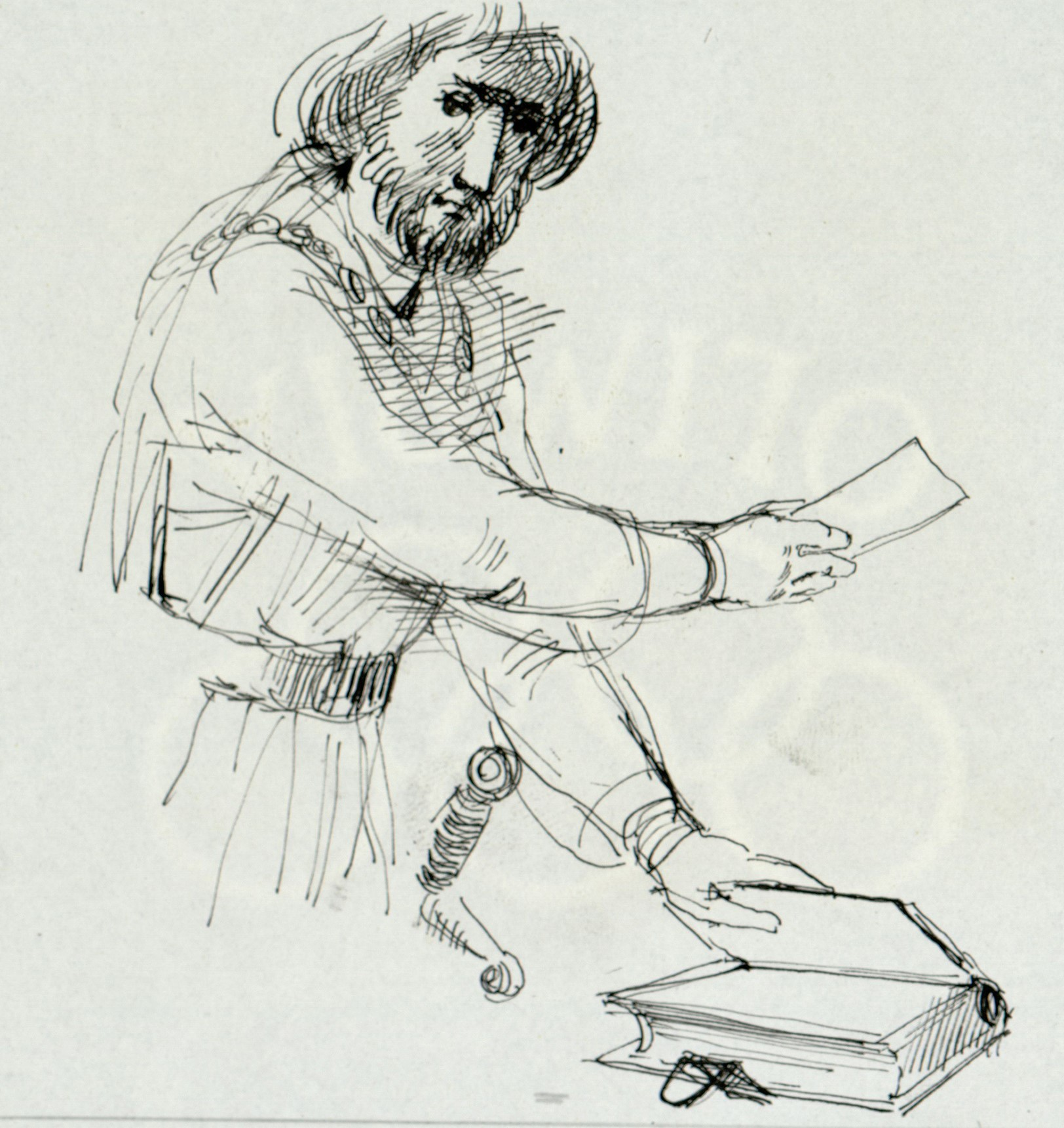

《아롤도》는 주세페 베르디가 작곡한 오페라이다.